# Johann Krüger (Linguist)
Filippus Johann Krüger (* 1911 in Odoorn; † 1992 in Amsterdam) war von 1977 bis 1983 der fünfte Cifal der Volapükbewegung.

## Wirken
Krüger erlernte Volapük im Jahre 1937. Im Jahre 1951 legte er ein Sprachdiplom ab. Krüger leitete ab 1952 die Zeitschrift Volapükagased pro Nedänapükans. Er schrieb einige Werke zum Erlernen der Sprache.

## Schriften
- Kortfattad Volapük-grammatik. Societas Polyglottical Universalis, Amsterdam 1950.
- Compedio del Volapük. Sprenger, Gams 1950.
- English-Volapük. List of 3000 most frequent words. First thousand. Sprenger, Gams 1950.